# Hierokrati
Hierokrati är ett statsskick där ett präststyre råder. Hierokrati har förekommit i exempelvis det gamla Egypten, Israel, hos inkafolket, mayaindianerna och andra högkulturer i Centralamerika (inklusive Mexiko) och i Tibet, samt är sedan revolutionen 1979 det rådande statsskicket i Iran. Ett liknande begrepp för samma företeelse är Hagiarki
Hierokrati används ibland synonymt med teokrati, som dock betyder gudsvälde vilket är något annat än prästvälde.
Tibet var före den kinesiska invasionen 1950 en lamabuddhistisk hierokrati. Efter den islamiska revolutionen 1979 styrs Iran av ett råd av höga mullor och ayatollor som är överordnat de folkvalda politikerna. Även Vatikanstaten (Heliga stolen) betraktas som en hierokrati i och med att den styrs av påven i väntan på Kristi återkomst. Ett annat typiskt exempel är Afghanistan under Talibanerna. Även Spanien under Francos fascistiska diktatur hade drag av hierokrati.
Hierokrati har genom historien ofta uppträtt tillsammans med monarki. I det gamla Egypten och i Inkariket betraktades monarken (farao, inkakonungen) under perioder som prästkonung. I det kristnade Europa pågick under medeltiden en maktkamp mellan konungarna och påven i Rom, som kunde bannlysa en konung. Under medeltiden hade första ståndet tidvis mer att säga till om än adeln, särskilt som det var ärkebiskopen eller någon annan representant för den katolska kyrkan som krönte konungen.
Statsreligion innebär att staten gett en religion en officiellt erkänd och privilegierad särställning. När statsmakten smälter samman med religionen uppstår en hierokrati. I moderna demokratier råder i regel religionsfrihet, och om en statsreligion finns kvar är denna en rest från det förflutna utan någon som helst makt över människor eller inflytande i det politiska systemet.